# Каркушаани
Каркушаани (груз. ქარქუშაანი) — село в Грузии, в муниципалитете Душети края Мцхета-Мтианети. 

## География
Село расположено в центральной части края, в 20 километрах по прямой к западу от центра муниципалитета Душети. Высота центра — 970 метров над уровнем моря.

## Население
По данным переписи населения 2014 года, в селе проживало 55 человек.
| Год  | Население | Мужчины | Женщины |
| ---- | --------- | ------- | ------- |
| 2002 | 78        | 45      | 33      |
| 2014 | 55        | 28      | 27      |